# Бе-Верт
Бе-Верт (англ. Baie Verte) — містечко в Канаді, у провінції Ньюфаундленд і Лабрадор.

## Населення
За даними перепису 2016 року, містечко нараховувало 1313 осіб, показавши скорочення на 4,2%, порівняно з 2011-м роком. Середня густина населення становила 3,5 осіб/км².
З офіційних мов обидвома одночасно володіли 20 жителів, тільки англійською — 1 270. Усього 10 осіб вважали рідною мовою не одну з офіційних, з них 5 — українську.
Працездатне населення становило 55,7% усього населення, рівень безробіття — 17,9% (19% серед чоловіків та 17,2% серед жінок). 92,3% осіб були найманими працівниками, а 6% — самозайнятими.
Середній дохід на особу становив $43 191 (медіана $30 592), при цьому для чоловіків — $55 260, а для жінок $31 794 (медіани — $42 368 та $24 085 відповідно).
22,7% мешканців мали закінчену шкільну освіту, не мали закінченої шкільної освіти — 22,3%, 54,5% мали післяшкільну освіту, з яких 21,7% мали диплом бакалавра, або вищий.
| Статево-вікова структура населення | Статево-вікова структура населення | Статево-вікова структура населення | Статево-вікова структура населення | Статево-вікова структура населення |
| ---------------------------------- | ---------------------------------- | ---------------------------------- | ---------------------------------- | ---------------------------------- |
|                                    |                                    |                                    |                                    |                                    |
| Всього                             | Всього                             | 49,2%50,8%                         |                                    |                                    |
| 0 — 14 років                       | 0 — 14 років                       |                                    | 15,6%                              | 15,6%                              |
| 15 — 64 років                      | 15 — 64 років                      |                                    | 61,8%                              | 61,8%                              |
| 65 і більше                        | 65 і більше                        |                                    | 22,5%                              | 22,5%                              |
| 85 і більше                        | 85 і більше                        |                                    | 3,1%                               | 3,1%                               |
| Середній вік (років)               | Середній вік (років)               | 43,846,6                           | 45,2                               | 45,2                               |
| Медіана (років)                    | Медіана (років)                    | 47,349,0                           | 48,0                               | 48,0                               |
| — чоловіки — жінки                 |                                    |                                    |                                    |                                    |

| Походження мешканців:     | Походження мешканців:     | Походження мешканців: | Походження мешканців: | Походження мешканців: |
| ------------------------- | ------------------------- | --------------------- | --------------------- | --------------------- |
| Походження                |                           |                       | осіб                  | %                     |
| Корінні американці        | Корінні американці        |                       | 210                   | 16.54%                |
| Інше північноамериканське | Інше північноамериканське |                       | 780                   | 61.42%                |
| Європейське               | Європейське               |                       | 660                   | 51.97%                |
| британське                | британське                |                       | 610                   | 48.03%                |
| французьке                | французьке                |                       | 100                   | 7.87%                 |
| українське                | українське                |                       | 10                    | 0.79%                 |
| Африканське               | Африканське               |                       | 10                    | 0.79%                 |

| Зайнятість населення за галузями (за класифікацією NOC): | Зайнятість населення за галузями (за класифікацією NOC): | Зайнятість населення за галузями (за класифікацією NOC): | Зайнятість населення за галузями (за класифікацією NOC): | Зайнятість населення за галузями (за класифікацією NOC): |
| -------------------------------------------------------- | -------------------------------------------------------- | -------------------------------------------------------- | -------------------------------------------------------- | -------------------------------------------------------- |
|                                                          |                                                          |                                                          |                                                          |                                                          |
| Управління                                               | Управління                                               |                                                          | 8,7%                                                     | 8,7%                                                     |
| Бізнес, фінанси та адміністрування                       | Бізнес, фінанси та адміністрування                       |                                                          | 10,4%                                                    | 10,4%                                                    |
| Природничі та прикладні науки                            | Природничі та прикладні науки                            |                                                          | 6,1%                                                     | 6,1%                                                     |
| Охорона здоров'я                                         | Охорона здоров'я                                         |                                                          | 12,2%                                                    | 12,2%                                                    |
| Освіта, правозахист, муніципальні та урядові служби      | Освіта, правозахист, муніципальні та урядові служби      |                                                          | 10,4%                                                    | 10,4%                                                    |
| Роздрібна торгівля та послуги                            | Роздрібна торгівля та послуги                            |                                                          | 20,9%                                                    | 20,9%                                                    |
| Гуртова торгівля, транспорт та обладнання                | Гуртова торгівля, транспорт та обладнання                |                                                          | 19,1%                                                    | 19,1%                                                    |
| Природні ресурси, сільське господарство                  | Природні ресурси, сільське господарство                  |                                                          | 8,7%                                                     | 8,7%                                                     |
| Виробництво                                              | Виробництво                                              |                                                          | 2,6%                                                     | 2,6%                                                     |

## Клімат
Середня річна температура становить 3,1°C, середня максимальна – 18,7°C, а середня мінімальна – -14,6°C. Середня річна кількість опадів – 1 153 мм.
| Клімат поселення                              | Клімат поселення | Клімат поселення | Клімат поселення | Клімат поселення | Клімат поселення | Клімат поселення | Клімат поселення | Клімат поселення | Клімат поселення | Клімат поселення | Клімат поселення | Клімат поселення | Клімат поселення |
| Показник                                      | Січ.             | Лют.             | Бер.             | Квіт.            | Трав.            | Черв.            | Лип.             | Серп.            | Вер.             | Жовт.            | Лист.            | Груд.            |                  |
| Середній максимум, °C                         | −3,3             | −3,93            | 0,41             | 5,88             | 11,12            | 16,66            | 18,66            | 18,23            | 14,06            | 8,66             | 3,80             | −1,82            |                  |
| Середня температура, °C                       | −8,65            | −9,27            | −4,94            | 0,54             | 5,78             | 11,32            | 15,43            | 14,99            | 10,79            | 5,41             | 0,55             | −5,07            |                  |
| Середній мінімум, °C                          | −14,01           | −14,63           | −10,28           | −4,79            | 0,44             | 5,97             | 12,18            | 11,76            | 7,57             | 2,17             | −2,68            | −8,33            |                  |
| Норма опадів, мм                              | 99               | 90               | 80               | 78               | 86               | 104              | 89               | 106              | 99               | 118              | 102              | 102              |                  |
| Середньомісячна швидкість вітру, м/с          | 6.60             | 6.20             | 6.08             | 5.58             | 5.09             | 4.85             | 4.50             | 4.68             | 5.26             | 5.66             | 6.23             | 6.63             |                  |
| Середньомісячна сонячна радіація, кДж/м²·день | 3636             | 6597             | 10746            | 14388            | 17403            | 18853            | 18507            | 15512            | 11330            | 6670             | 3706             | 2691             |                  |
| --------------------------------------------- | ---------------- | ---------------- | ---------------- | ---------------- | ---------------- | ---------------- | ---------------- | ---------------- | ---------------- | ---------------- | ---------------- | ---------------- | ---------------- |
| Джерело:                                      |                  |                  |                  |                  |                  |                  |                  |                  |                  |                  |                  |                  |                  |